# Вулька-Обровская
Ву́лька-Обро́вская (бел. Вулька-Аброўская) — агрогородок (до 2005 деревня) в Беларуси. Расположен в Житлинском сельсовете (с 2013 года) Ивацевичского района Брестской области. Первое письменное упоминание в 1870 году.
С 1993 года в Вульке-Обровской располагался Козикский сельский Совет народных депутатов. Подъезд к агрогородку — с автомобильной дороги Р-6 Ивацевичи — Пинск — Столин.

## Происхождение названия
По общепризнанной у местного населения версии Вульку-Обровскую основали переселенцы из соседнего Оброва, пожелавшие жить с большими привилегиями.
Первая часть названия населенного пункта происходит от польского слова Wolka, уменьшительного от Wola (воля). В Пинском и Брестском Полесье, где был распространён в том числе и польский язык, топоним Воля (Вуля) был аналогом Слободы на востоке Беларуси. В таких поселениях существовало временное или полное освобождение жителей от налогов. Иногда название «Вулька» встречается в значении «отдельная улица».
Топоним Обровская исходит к населённому пункту Оброво, из которого пришли первые переселенцы. Оброво же — название-этноним от имени народа обров (аваров), упоминавшихся в «Повести временных лет».

## Список улиц
- Луговая
- Механизаторов
- Молодёжная
- Новая
- Партизанская
- пер. Западный
- Первомайская
- Пролетарская
- Советская
- Школьная
- Юбилейная
- Южная

## Инфраструктура
- Козикский сельский Совет народных депутатов
- Амбулатория врача общей практики
- ПАСП (пожарный аварийно-спасательный пост) №12[12]
- КУСП «Победа» (сельскохозяйственное предприятие)[13]
- Отделение ОАО "АСБ Беларусбанк"
- Детский сад
- Отделение почтовой связи
- Средняя школа[14]
- Мини-кафе
- Баня
- Магазин РайПО
- Дом культуры
- Библиотека
- Комплексный приёмный пункт
- Котельная

## Культура
- Краеведческий музей "Вытокі" ГУО "Вулька-Обровская СШ"

## Достопримечательности
- Церковь Святого праведника Иоанна Кронштадтского (XIX век) (в составе Пинской и Лунинецкой епархии)[15]
- Памятник землякам, погибшим в годы Великой Отечественной войны (2011)

## Галерея

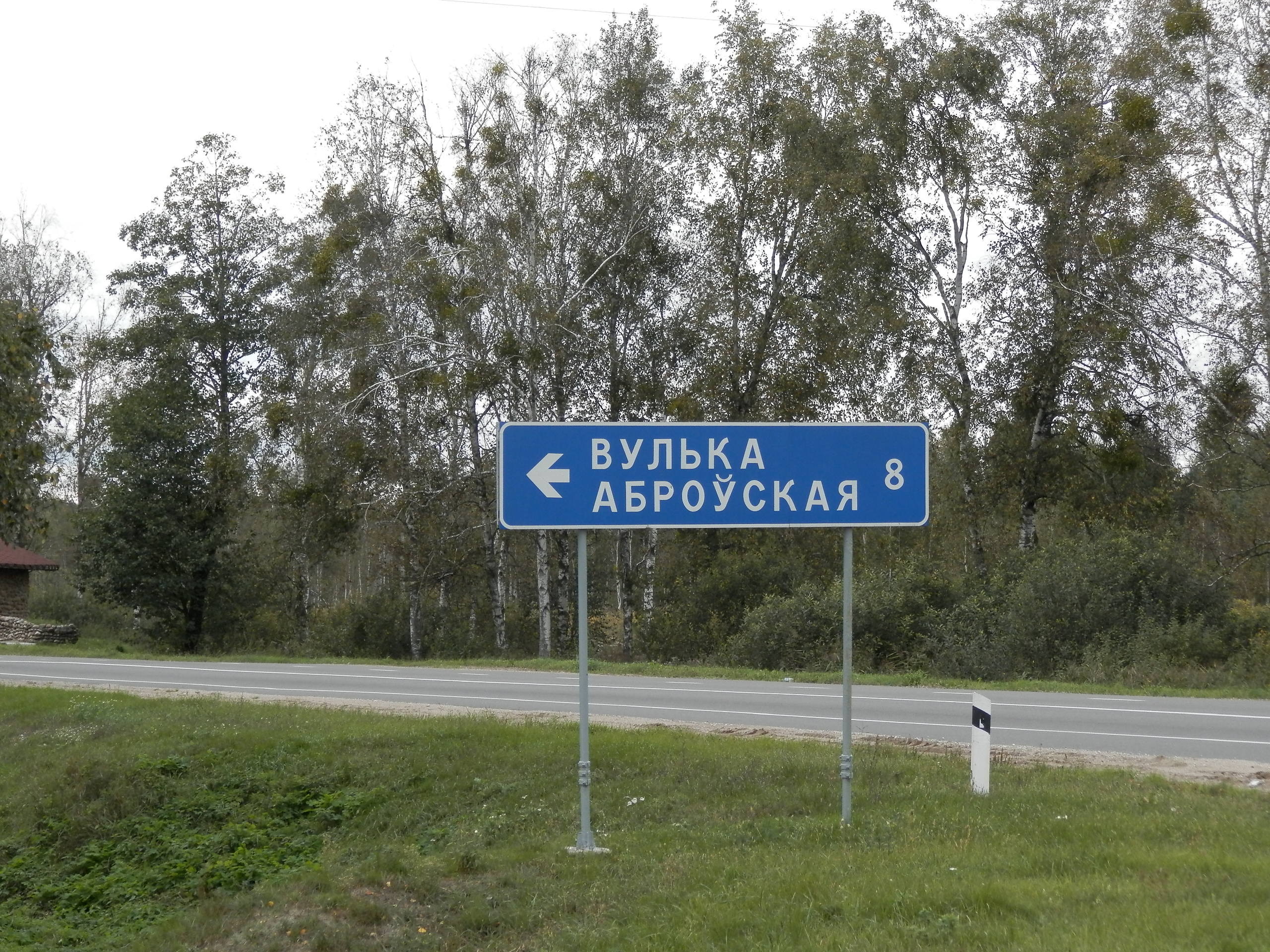
Дорожный указатель
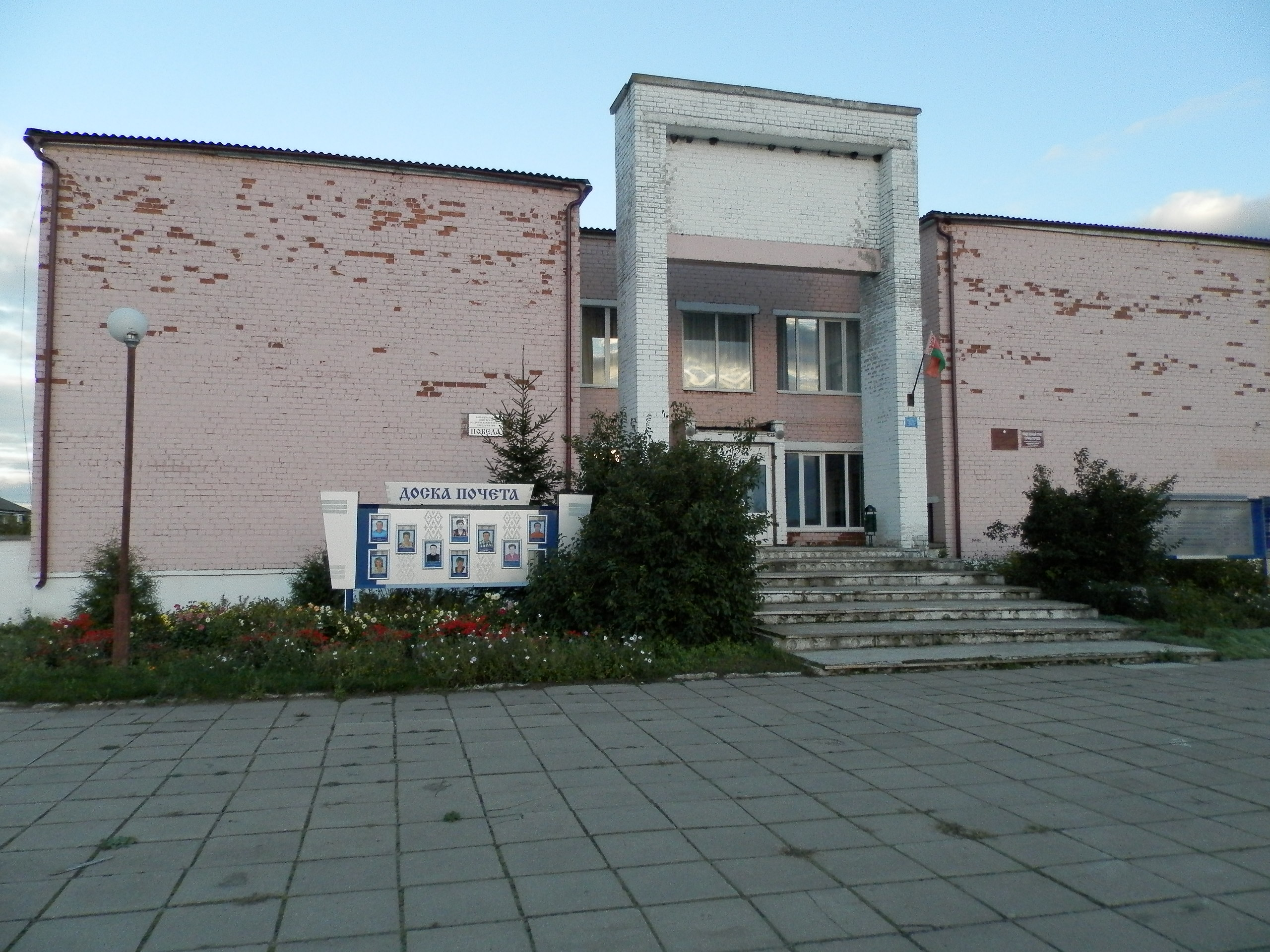
Козикский сельский Совет народных депутатов
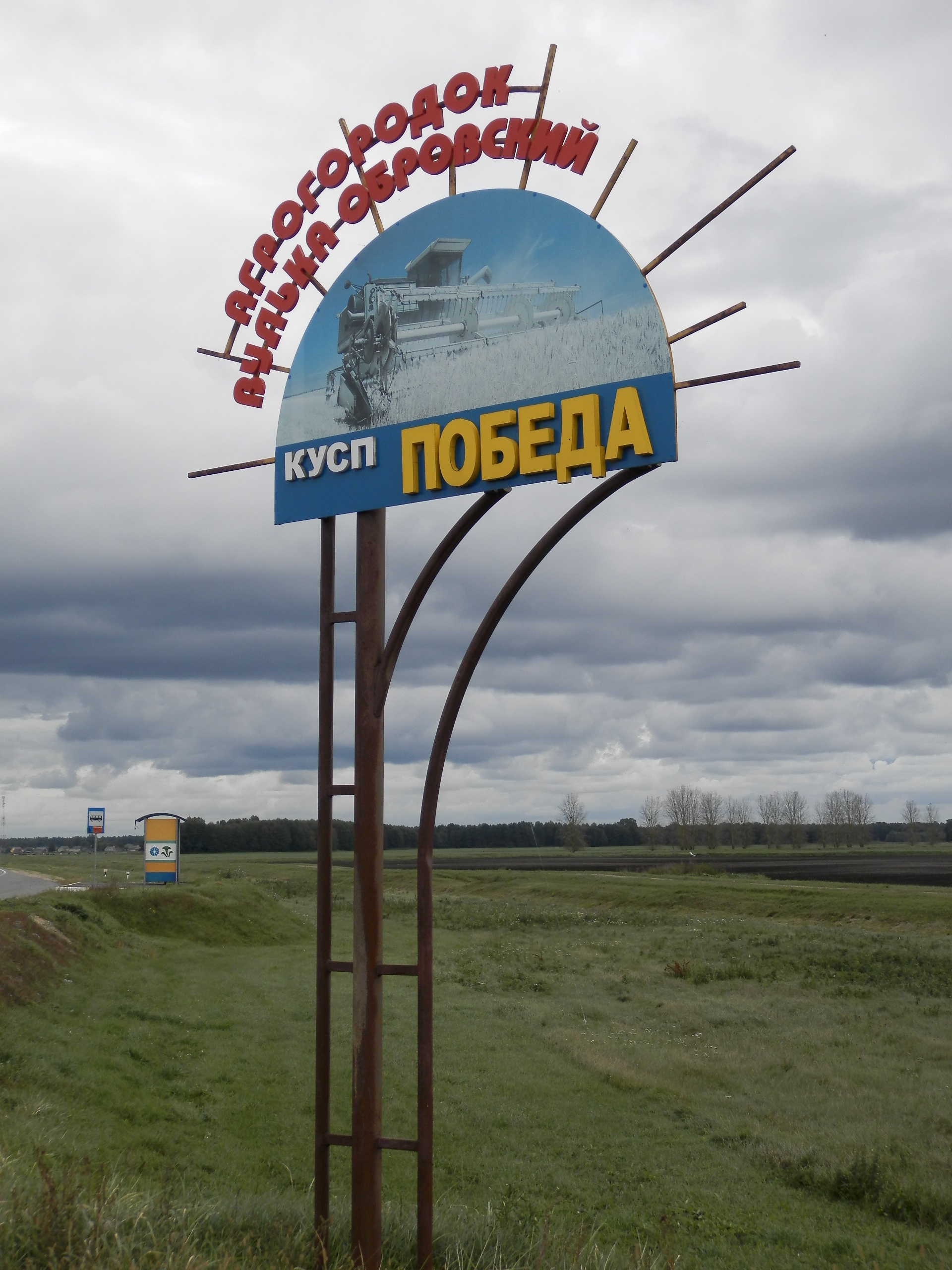
Указатель КУСП «Победа»
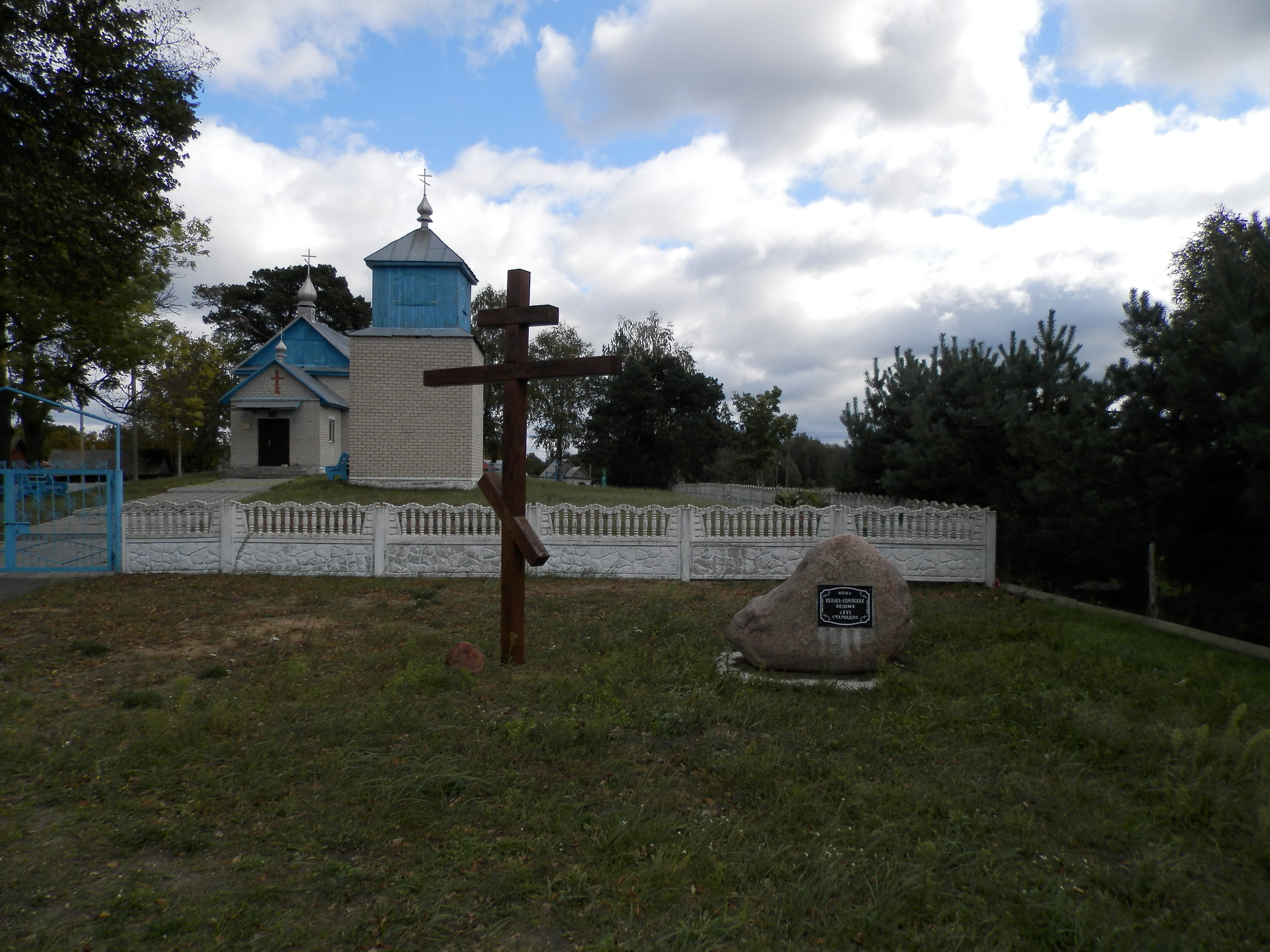
Церковь святого праведника Иоанна Кронштадтского
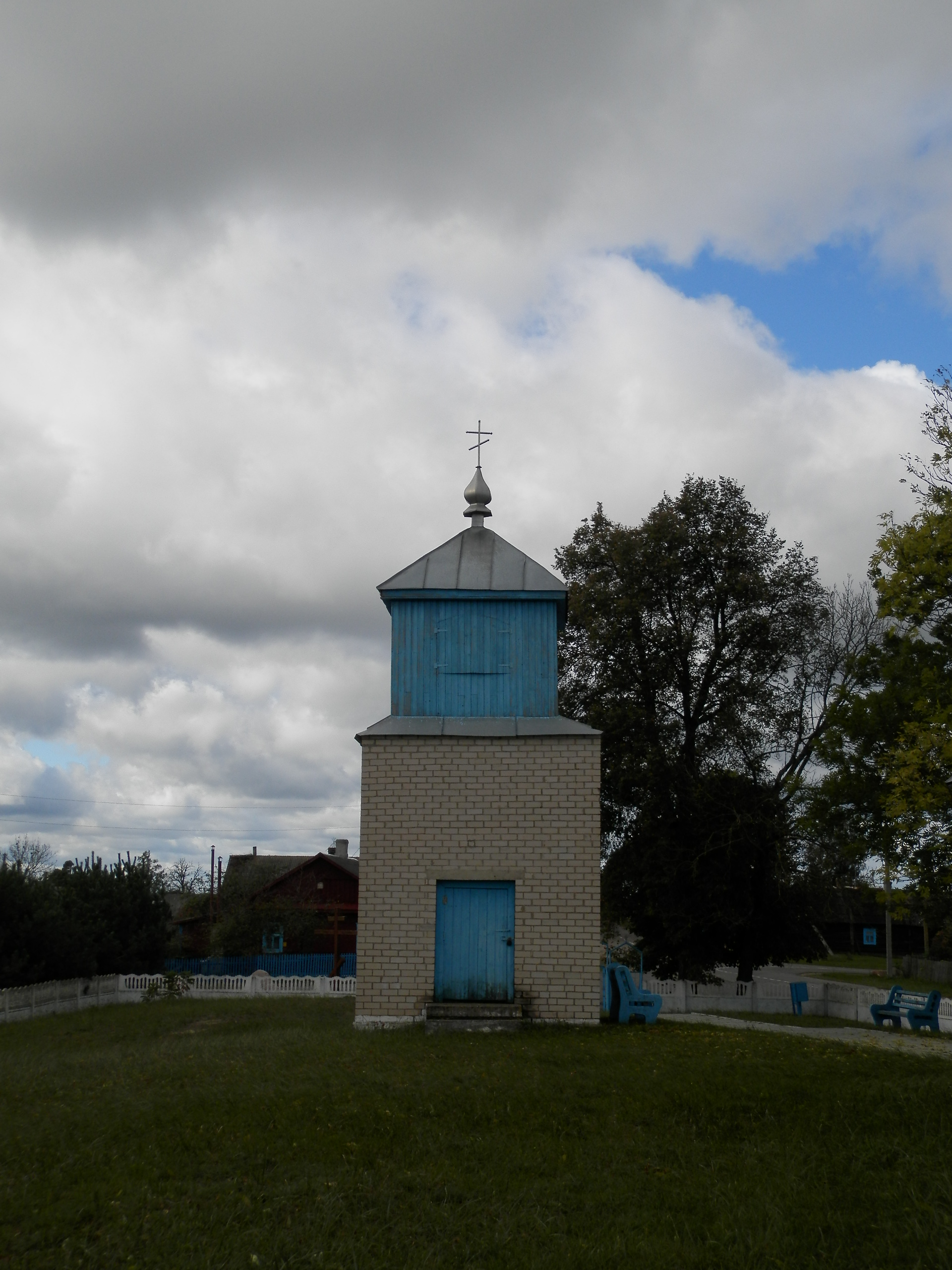
Церковь святого праведника Иоанна Кронштадтского. Звонница
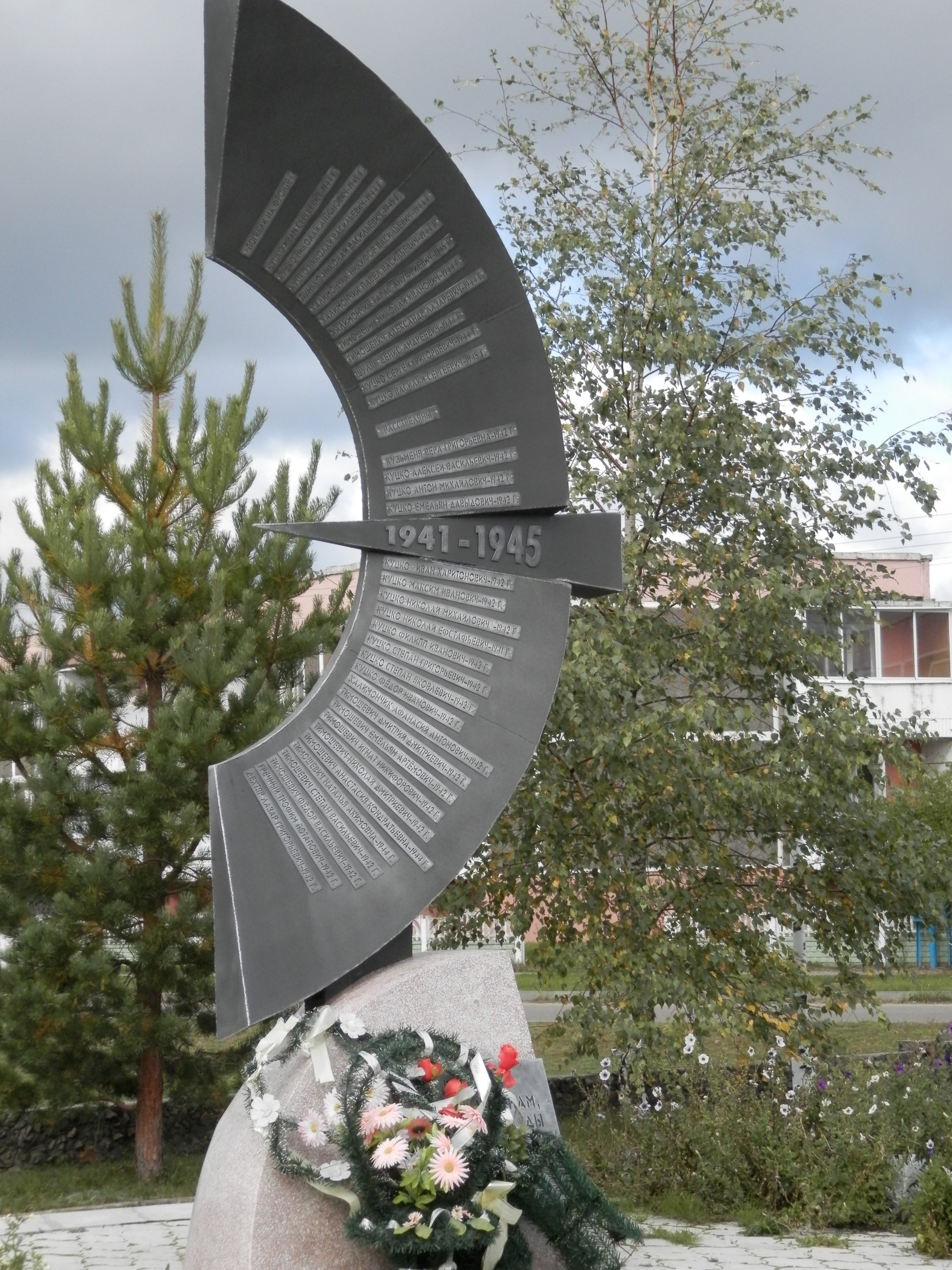
Памятник землякам, погибшим в годы Великой Отечественной войны
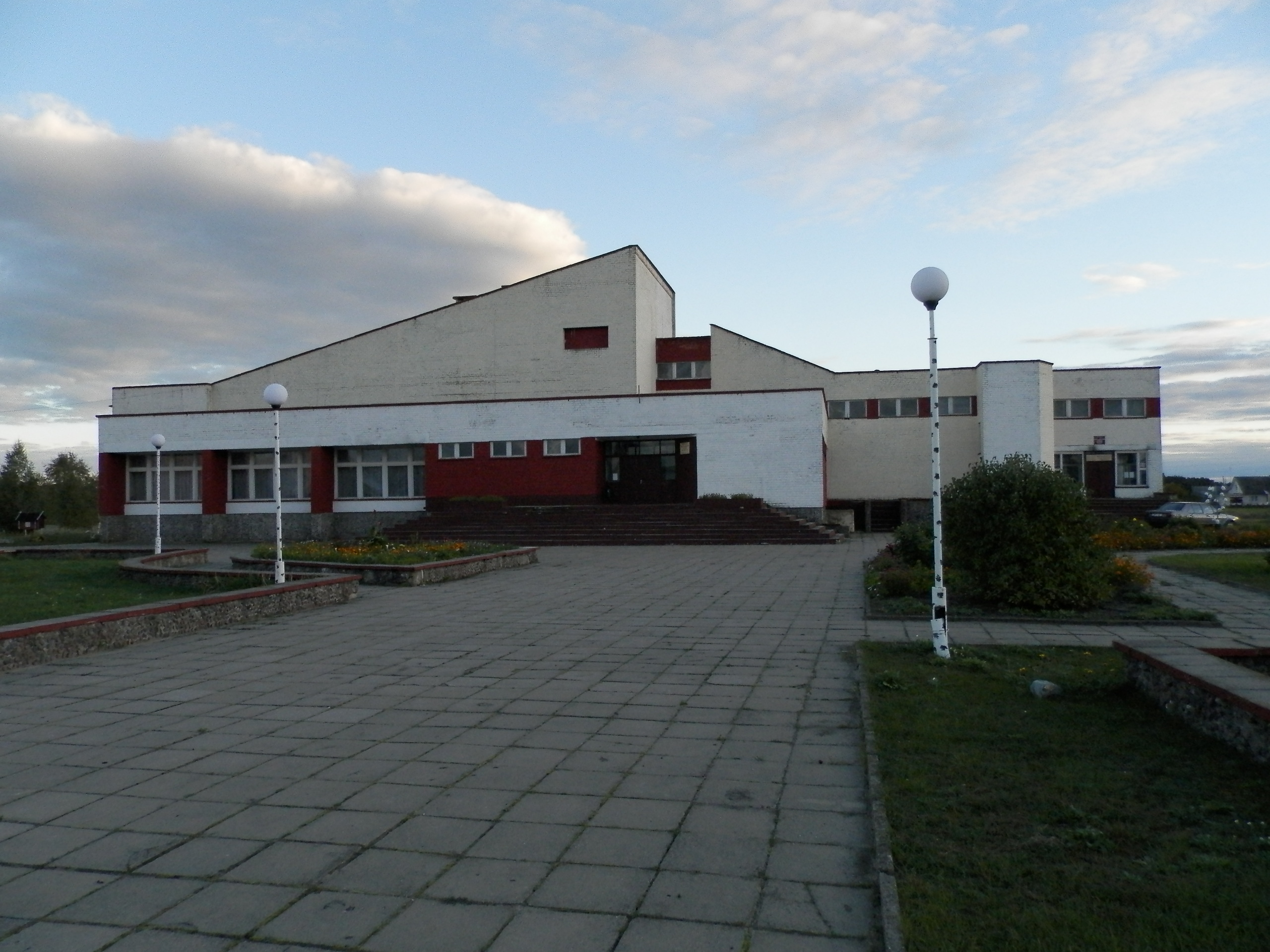
Дом культуры
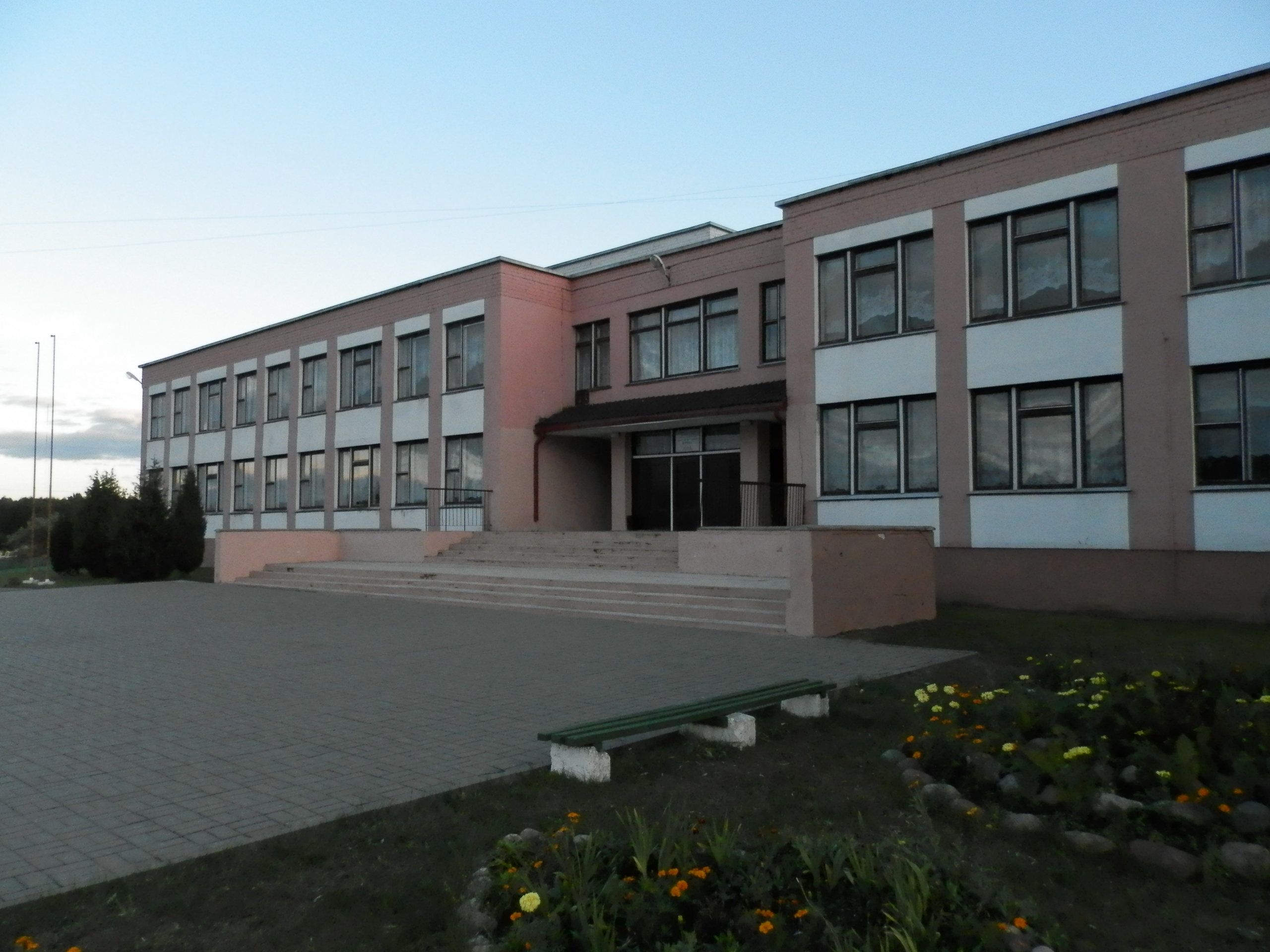
Средняя школа
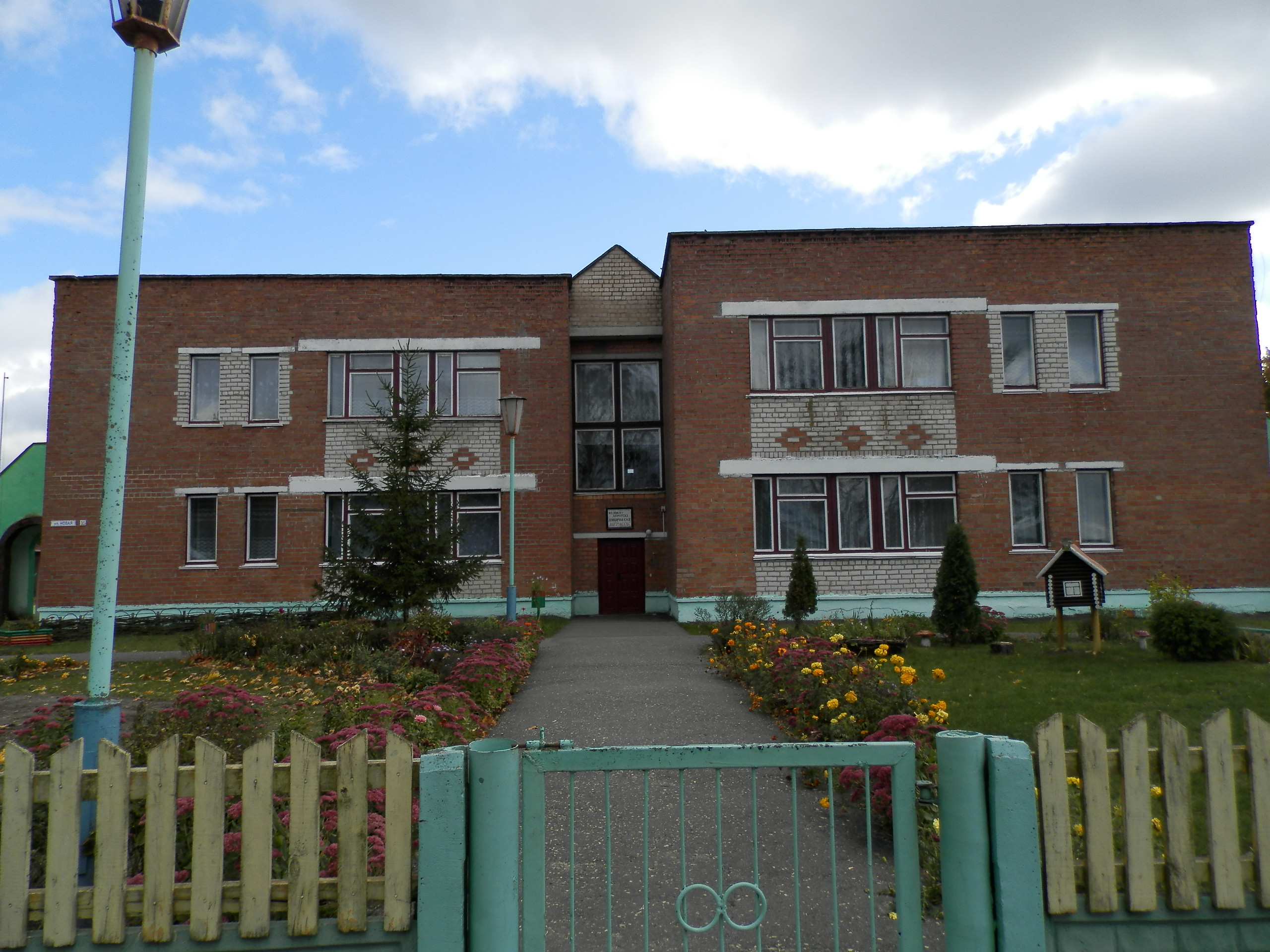
Детский сад
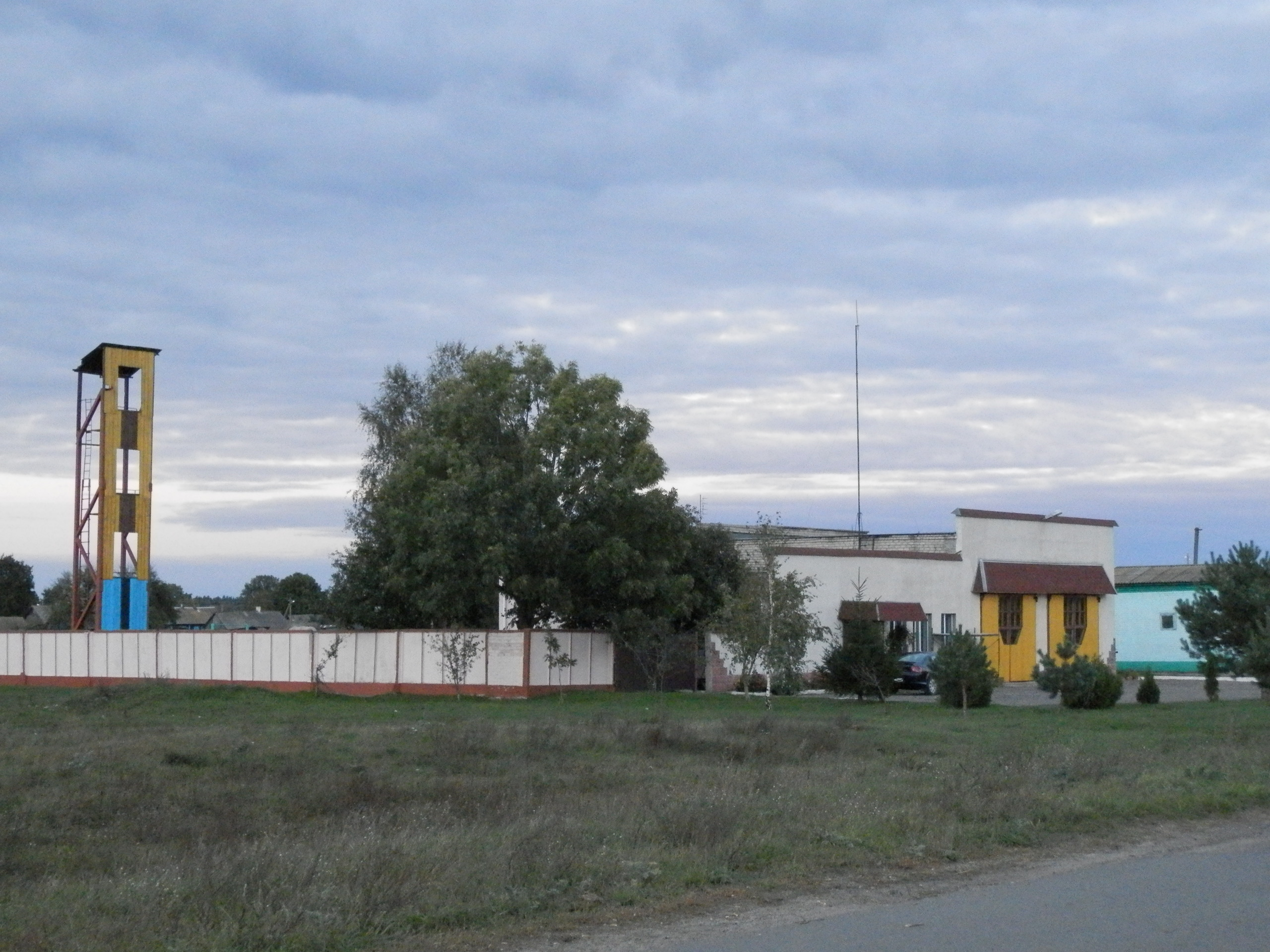
Пожарный аварийно-спасательный пост (ПАСП)
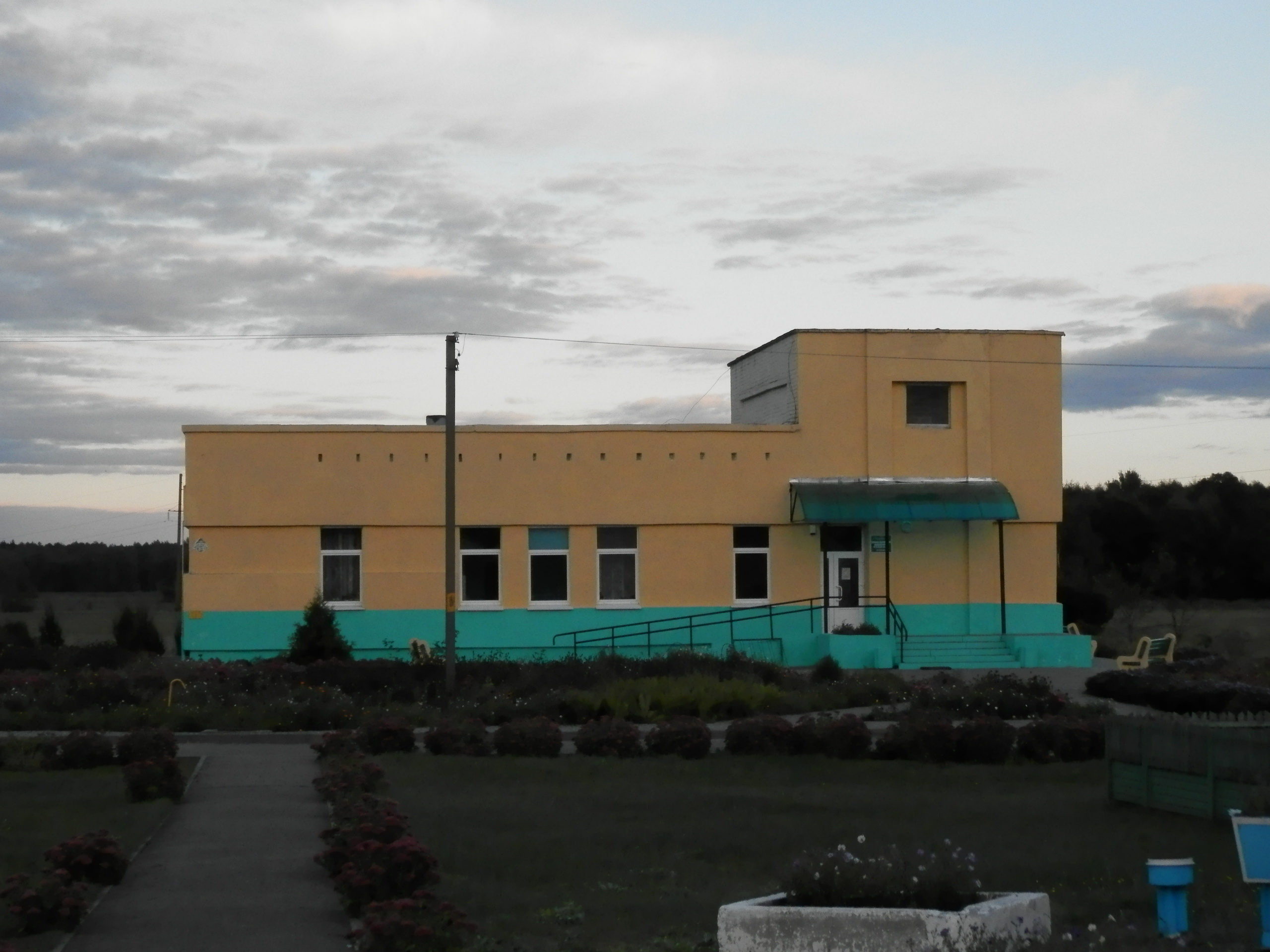
Амбулатория
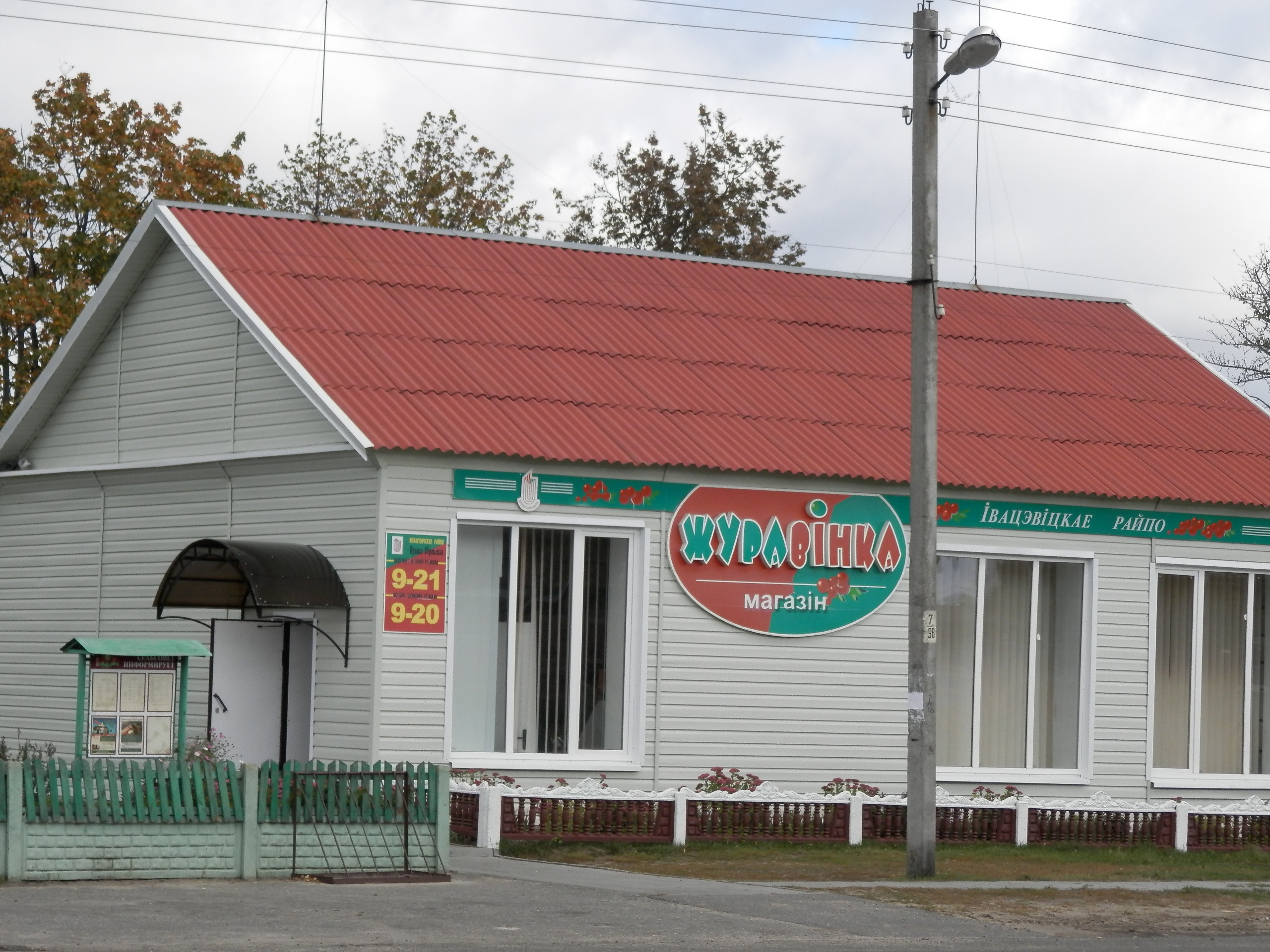
Магазин
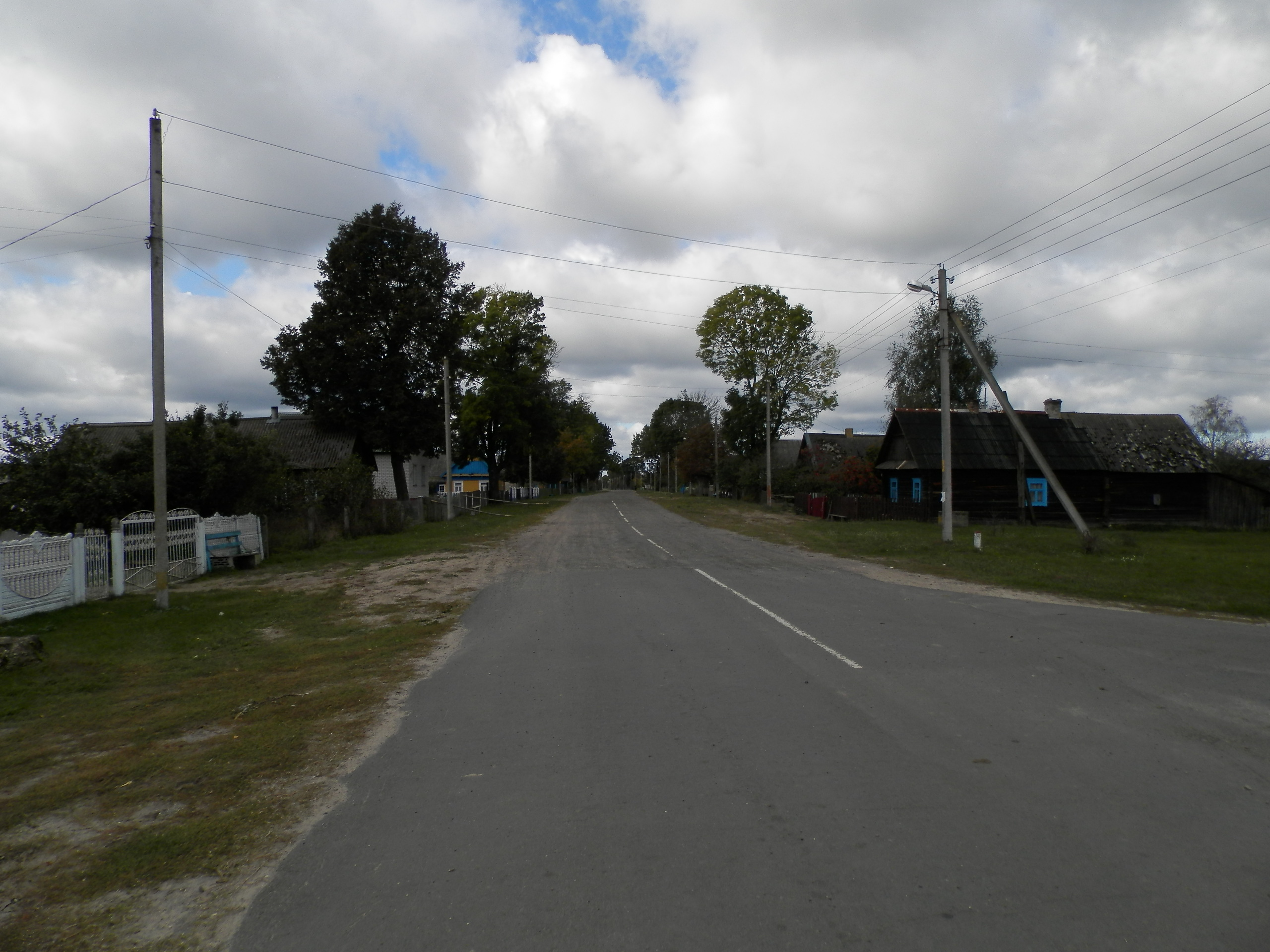
Улица Партизанская
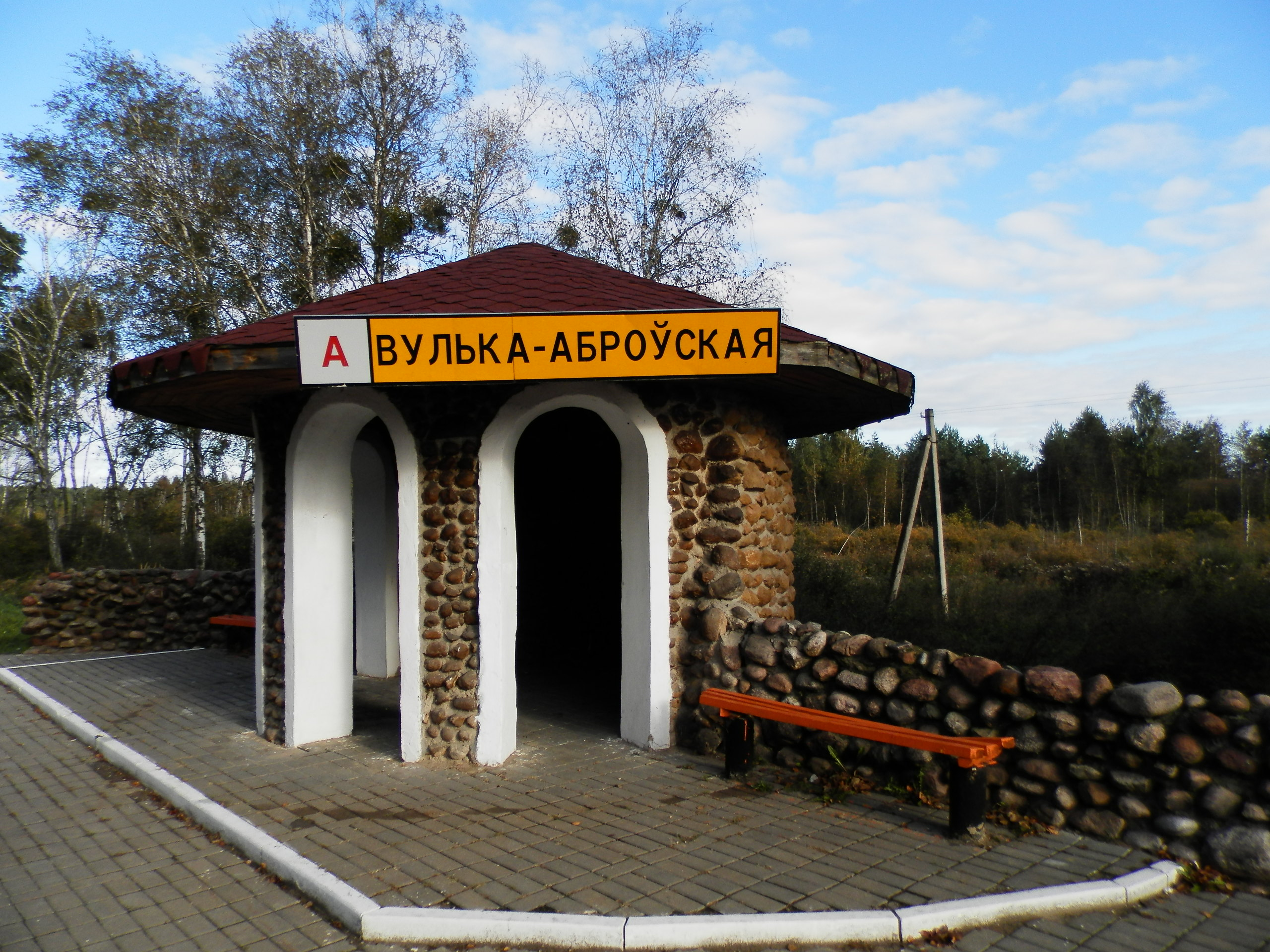
Автобусная остановка на автомобильной дороге Р-6
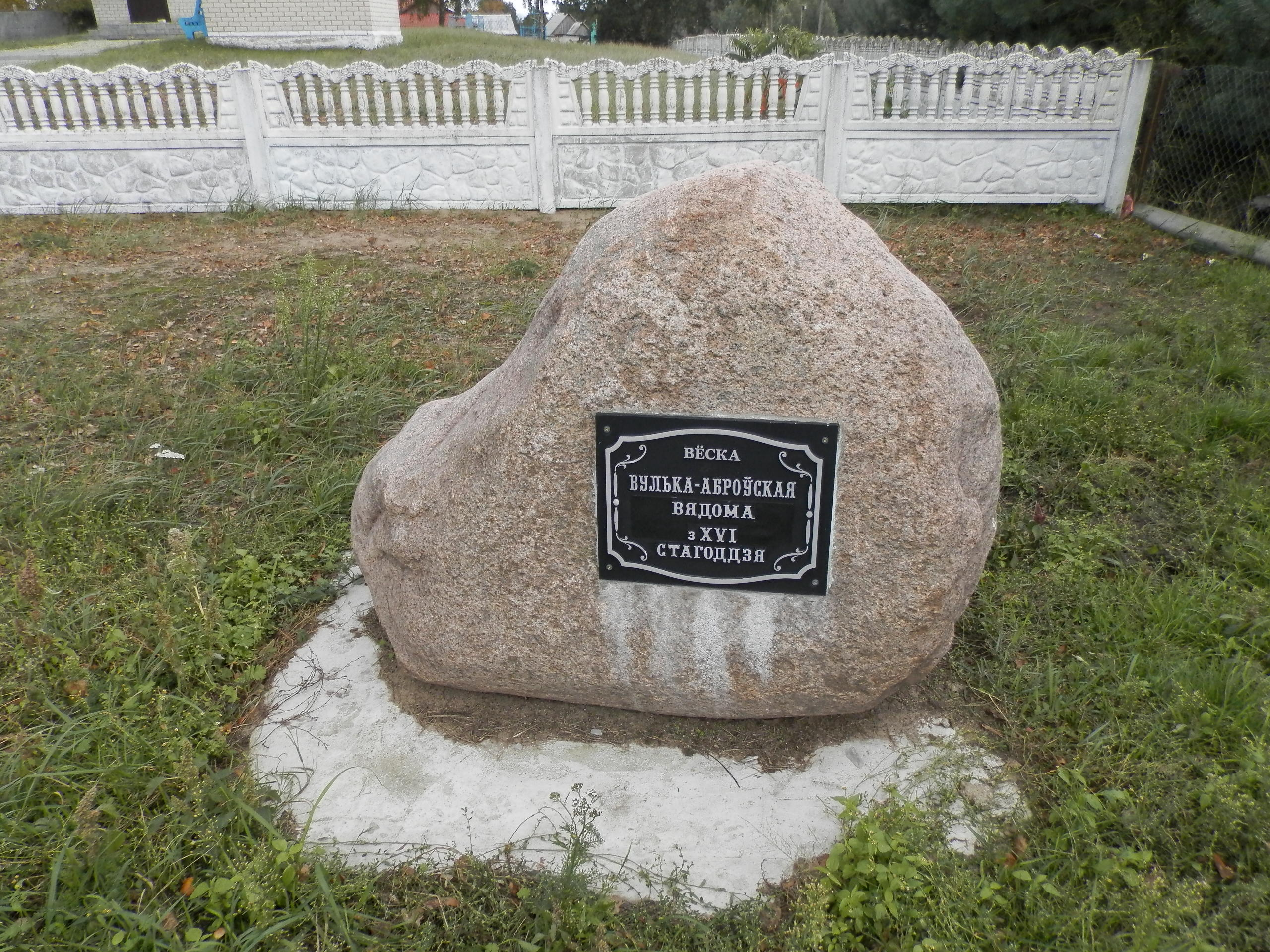
Памятный знак

## Близлежащие города
- Ивацевичи (28 км)
- Коссово
- Берёза
- Белоозёрск
- Барановичи
- Пинск
- Слоним

## Упоминания в литературе
- Линьков, Г. М. Война в тылу врага : воспоминания. — Саранск : Мордов. кн. изд-во, 1962. — 621 с.
- Степанов, Евгений. Поэт на войне // Николай Гумилёв [Электронный ресурс] : электронное собрание сочинений. — Вып. 5, Ч. 1.